# Il mondo fino in fondo
Il mondo fino in fondo è un film del 2013 diretto da Alessandro Lunardelli.

## Trama
I fratelli Davide e Loris vivono ad Agro, un paesino di provincia del nord Italia, dove lavorano nella ditta di passamaneria di proprietà della famiglia. Davide è un diciottenne gay, timido e introverso, mentre Loris, che non immagina minimamente l'omosessualità del fratello, ha quasi trent'anni e il suo unico interesse è il calcio. Proprio per seguire la sua squadra del cuore, l'Inter, Loris convince il fratello minore ad andare in trasferta in Spagna per una partita. A Barcellona Davide conosce Andy, un ecologista cileno, per cui ha un colpo di fulmine. Forse per seguire un sogno d'amore, Davide decide di andare con Andy fino a Santiago. In Cile deve affrontare una realtà del tutto nuova, lontana dalla provincia italiana, fatta di attivisti e battaglie ecologiste guidate da Ana, l 'ex ragazza di Andy. Davide decide di rimanere in Cile ed iniziare una nuova vita, ma inaspettatamente Loris arriva a Santiago, nel tentativo di riportare il fratello a casa. I due fratelli intraprendono un avventuroso viaggio, verso il ghiacciaio della Laguna San Rafael, che li cambierà profondamente.

## Produzione
La riprese sono iniziate il 28 gennaio 2013 e hanno avuto luogo a Torino e in Cile.

## Distribuzione
Il film è stato presentato l'8 novembre 2013 al Festival internazionale del film di Roma, fuori concorso nella sezione "Alice nella città". È stato distribuito nelle sale cinematografiche italiane il 30 aprile 2014 da Microcinema.